# Boris Anissimowitsch Roisenmann
Boris Anissimowitsch Roisenmann (* 1878; † 1938) war ein sowjetischer Partei- und Staatsfunktionär.
Roisenmann war ein Albolschewik, Teilnehmer an der Oktoberrevolution 1917 und am Bürgerkrieg sowie Träger des Leninordens (1930). Laut Alexander Solschenizyn wurde Roisenmann 1938 Opfer der Stalinschen Säuberungen.